# Rydvaltice
Rydvaltice (německy Ridwalditz) jsou malá osada, která coby součást vsi Pelíkovice náleží k městu Rychnov u Jablonce nad Nisou v Libereckém kraji v okrese Jablonec nad Nisou. Leží v nevýrazném sedle na jihovýchodním svahu Bienerthova vrchu (614 m) v jihozápadní části katastrálního území Rychnov u Jablonce nad Nisou, při silnici z Rychnova přes Pelíkovice do Radoňovic a Hodkovic nad Mohelkou, asi 0,7 km vzdušnou čarou severovýchodně od Radoňovic a 0,6 km západně od Pelíkovic. V lese na západ od Rydvaltic pramení bezejmenný potok, který protéká Radoňovicemi a u osady Luhy se vlévá do Bezděčínského potoka, východně od osady, v mokřadu zvaném Pelíkovické mokřiny pod silnicí z Pelíkovic do Radoňovic, pak pramení druhý bezejmenný potok, který následně protéká dolní částí Pelíkovic a jihovýchodně od osady Luhy se stéká s Bezděčínským potokem.

## Pamětihodnosti a zajímavosti
Asi 300 m na jih od osady se západně od silničky do Radoňovic stojí kamenná boží muka U Čtrnácti svatých pomocníků. Tato drobná památka pochází z konce 18. nebo počátku 19. století. Až do roku 1962 zde stála nepoškozena, poté byla povalena a poničena. K jejich opětovné opravě došlo až roku 2008 na základě dokumentace J. V. Scheybala, který zdejší památky v 60. letech 20. století mapoval společně se svou ženou Janou. Vede k nim odbočka modře značené Naučné stezky Jany a Josefa V. Scheybalových. V severní části osady, u odbočky ze silnice Pelíkovice-Radoňovice do vlastních Rydvaltic, se v nadmořské výšce 555 m nachází bezejmenná studánka, o níž pečují místní lidé.